# 사시 (시호)
사시(私諡)는 근대 이전 한국, 중국에서 개인에게 붙이는 이름으로, 시호를 받지 못한 개인에게 친구, 문인, 개인, 단체 등에서 붙이는 시호를 가리킨다. 군주가 신하에게 시호를 하사한다는 의미인 사시(賜諡)와는 뜻이 다르다.

## 시호 제도
시호는 국가에서 시호를 정하는 것이 원칙으로, 시호를 붙이는 것은 개인의 이름이 함부로 불리는 것을 꺼려하던 유교적 관습(피휘(避諱) 또는 기휘(忌諱))에 의해 나타났다.
이후 나라가 망하였거나 시대 상황이 맞지 않아 시호가 내려지지 않을 때는 저명한 학자나 공덕이 있는 문인, 무인, 친구 또는 개인, 단체 등이 죽은 사람에게 자발적으로 시호를 붙여주게 되었다. 1910년(융희 4) 10월 1일 이후에도 순종은 일부 인사들에 대해 사시를 내린 바 있다.

## 사시의 사례
창왕의 시호인 윤왕과 영친왕의 시호인 의민황태자 등이 사시에 해당된다.
- 창왕 : 윤왕
- 이서(李竹+舒, 1566 - 1651) : 조선 중기의 문신, 학자, 덕요선생(德耀先生)
- 조선 광해군 : 2002년 11월 15일에 인터넷 커뮤니티 사이트 사이버 조선왕조에서 광해군을 “혜종 경렬성평민무헌문대왕(惠宗 景烈成平愍武獻文大王)”, 능호는 열릉(烈陵)이라는 사시를 추서하였다.[1]
- 폐비 유씨를 : 2002년 11월 15일에 인터넷 커뮤니티 사이트 사이버 조선왕조에서 광해군의 부인인 폐비 유씨를 “혜장왕후(惠章王后)”라는 사시를 추서하였다.[2]
- 순종 황후(계후) 윤씨 : 순정효황후 - 이는 대한민국 시대에 내려진 사시이지만 생전 지위가 황후였던 점이 감안되어 대한민국 국사학계의 일부는 이 시호를 인정하고 있다.
- 영친왕 이은 : 의민황태자
- 이구 : 회은황태손, 자인온유덕성순수회은황태손(慈仁溫裕德性純粹懷慇皇太孫)으로 이는 전주이씨 대동종약원에서 추서한 사시(私諡)이다.
- 정운경(鄭云敬, 1305 - 1366) : 염의(廉義, 염의선생), 고려 형부 상서이며, 정도전의 아버지이다.
- 성수종(成守琮, 1495 - 1533) : 절효(節孝, 절효공), 성혼(成渾, 1535 - 1598)의 아버지인 성수침(成守琛, 1493 - 1564)의 아우이며, 문인들이 절효라 사시하였다.
- 김극일(金克一, 1382 - 1456) : 절효(節孝, 절효공), 효자로 이름난 인물.
- 이서(李漵, 1662 - 1723) : 홍도(弘道, 홍도공), 성호 이익의 셋째 형이다. 호는 옥동(玉洞)이며, 문인들이 홍도라 사시하여 문집 명칭도 《홍도선생문집(弘道先生文集)》이다.
- 신우덕(申祐德, 1581년~1653년) : 조선 후기의 학자, 여헌 장현광의 문인. 진정(眞靜, 진정공)
- 푸이 : 공종배천동운법고소통수문경부관예정목체인입효민황제, 중국의 사학자들 중 일부가 선통제라는 칭호 외에 이 시호를 인정하기는 하지만 중국 정부는 공인하지 않고 '손제'만 인정한다.
- 도잠(陶潛, 365 - 427)) : 정절(靖節, 정절징사), 청렴한 것으로 명성이 있던 중국 진(晉)나라 시대 시인이다. 도연명(陶淵明)이라는 호로 유명하고 대표작은 <귀거래사(歸去來辭)>, <도화원기(桃花源記)>.
- 왕통(王通, 584 ~ 617) : 자는 중엄(仲淹), 중국 수나라 떄의 학자. 사시(私諡)는 문중자(文中子)
- 황진(黃震, 1213 ~ 1280) : 중국 송나라 때의 학자, 자는 동발(東發)이다. 문인들이 올린 사시(私諡)는 문호(文浩, 문호선생)

## 같이 보기
- 시호
- 필명